# Ole Olsen (compositor)
Ole Olsen (Hammerfest, 4 de julio de 1850-Oslo, 4 de noviembre de 1927) fue un militar, organista, compositor, director de orquesta y musicólogo noruego. 

## Biografía
Tras unos estudios iniciales en Trondheim, en 1870 viajó a Leipzig (Alemania), donde estudió con Oscar Paul en el conservatorio de esa ciudad hasta 1874. Tras volver a su país, ejerció de profesor en Oslo. Entre 1899 y 1920 fue inspector de la música militar de Oslo. Compuso varias óperas con influencia de Wagner, entre las que destacan: Stig Hvide (1876), Lajla (1893) y Stallo (1902).

## Obras
Óperas
- Stig Hvide (1872–1876)
- Lajla (1893)
- Stallo (1902)
- Klippeøerne (1904–1910)

Oratorio
- Nidaros (1897)

Cantatas
- Ludvig Holberg (1884)
- Griffenfeldt (1897)
- Broderbud

Coros
- Fanevakt
- I jotunheimen

Poemas sinfónicos
- Asgårdsreien (1878)
- Alfedans

Música orquestal
- Sinfonía en sol mayor
- Pequeña Suite para piano y cuerdas (1902)
- Concierto de trombón (1905)
- Væringetog
- Ritornello
- Romance
- Tarantela

Otros
- Svein Uræd (1890)
- Rey Erik XIV (1882)
- Piezas de piano
- Marchas militares